# Joseph Kish
Joseph Kish (Zombor, 14 de junho de 1899 — Los Angeles, 14 de março de 1969) é um diretor de arte estadunidense. Venceu o Oscar de melhor direção de arte na edição de 1966 por Ship of Fools, ao lado de Robert Clatworthy.